# Harold Bell (Fußballspieler, 1898)
Harold Bell (* 11. Juli 1898 in Thurlstone; † 1992) war ein englischer Fußballspieler.

## Karriere
Bell spielte für den Sheffielder Klub Craven’s Sports, 1916 stand er mit dem Team im Finale der lokalen Minor League. Im April 1917 gastierte er beim örtlichen Profiklub Sheffield Wednesday in zwei Partien der Midland Section, einem kriegsbedingt ausgetragenen Ersatzwettbewerb. Auf der Halbstürmerposition aufgeboten traf er bei seinem Debüt, einem 1:1 gegen den FC Barnsley, und ließ im letzten Saisonspiel gegen Lincoln City (Endstand 7:1) zwei weitere Treffer folgen, als auch sein gleichaltriger Craven-Mannschaftskamerad Cliff Halliwell mitwirkte. Der Star Green ’un urteilte nach den beiden Auftritten: „macht einen guten Eindruck [...], wirkt wie ein sachlicher Stürmer“ und verglich sein Erscheinungsbild mit dem schottischen Nationalspieler George Livingstone. Bell und Halliwell wurden im Sommer 1917 von Wednesday verpflichtet. Bis November 1917 trat Bell in neun weiteren Partien (zwei Tore) für Wednesday in Erscheinung. Ab Dezember 1917 spielte er für Bradford Park Avenue, für die er bis Sommer 1919 in insgesamt 31 Partien (3 Tore) auflief, zumeist auf den beiden Halbstürmerpositionen. Im März 1918 trat er in einer Partie für Sheffield United an, das Derby gegen Wednesday endete mit einer 0:5-Niederlage, Bell hatte dabei zwei Mal die Latte getroffen.
Ende September 1919 wurde er fest vom Zweitligisten FC Barnsley verpflichtet, bei denen er in den Wochen zuvor im Reserveteam überzeugt hatte. In der ersten Nachkriegssaison gehörte er als linker Halbstürmer von Oktober 1919 bis Januar 1920 zur Stammformation, bei einem 5:3-Heimsieg gegen Lincoln City gelang ihm erneut ein Doppelpack. Im Januar wirkte er noch an einem 1:0-Sieg im FA Cup über den Erstligisten West Bromwich Albion mit, ehe er im Team durch Russell Wainscoat verdrängt wurde und den Klub am Saisonende nach 16 Pflichtspielen und fünf Toren wieder verließ.
Bereits Anfang Mai 1920 wurde er als Neuzugang der Bristol Rovers vorgestellt, die mit der gesamten vormaligen First Division der Southern League zur Saison 1920/21 zur Football League wechselten und dabei größtenteils die neu geschaffene Third Division bildeten. Bell lief im historisch ersten Football-League-Spiel der Rovers, einer 0:2-Niederlage beim FC Millwall auf, kam im restlichen Saisonverlauf aber nur noch bei einem torlosen Unentschieden im November gegen den FC Brentford zum Einsatz. Trainer Ben Hall setzte im restlichen Saisonverlauf wahlweise auf Ellis Crompton, Billy Vaughan, Walter Bird, Jerry Morgan oder Syd Leigh auf der linken Halbstürmerposition, Bell musste sich bis zu seinem Abgang am Saisonende mit Einsätzen im Reserveteam begnügen, im April 1921 hatte er noch einen Auftritt in einem Freundschaftsspiel gegen Trowbridge Town. Im Sommer 1921 schloss er sich dem in der Midland League spielenden Klub Castleford Town an und wurde presseseitig als „sehr stilvoller Spieler“ vorgestellt.